# Église Notre-Dame-de-l'Assomption de Brethenay
L'église Notre-Dame-de-l'Assomption de Brethenay est une église de style gothique située à Brethenay, dans le département de la Haute-Marne, en France.

## Historique
L'église, de plan rectangulaire continu, qui date du XIIIe siècle, comprend 5 travées voutées sur croisée d'ogives (4 pour la nef et une pour la chœur). Sur le mur sud, le clocher-tour à base rectangulaire a été ajouté au XVe siècle. Le portail occidental est protégé par un vaste porche couvert d'un toit à trois pans supporté par une impressionnante charpente.
L'église est inscrite au titre de monument historique par arrêté du 23 décembre 1925.

## Mobilier
L'église comprend quatre statues d'art populaire du XVIIe siècle :
- Saint Mammès
- Vierge de l'Assomption
- Saint Roch
- Saint Nicolas

## Galerie

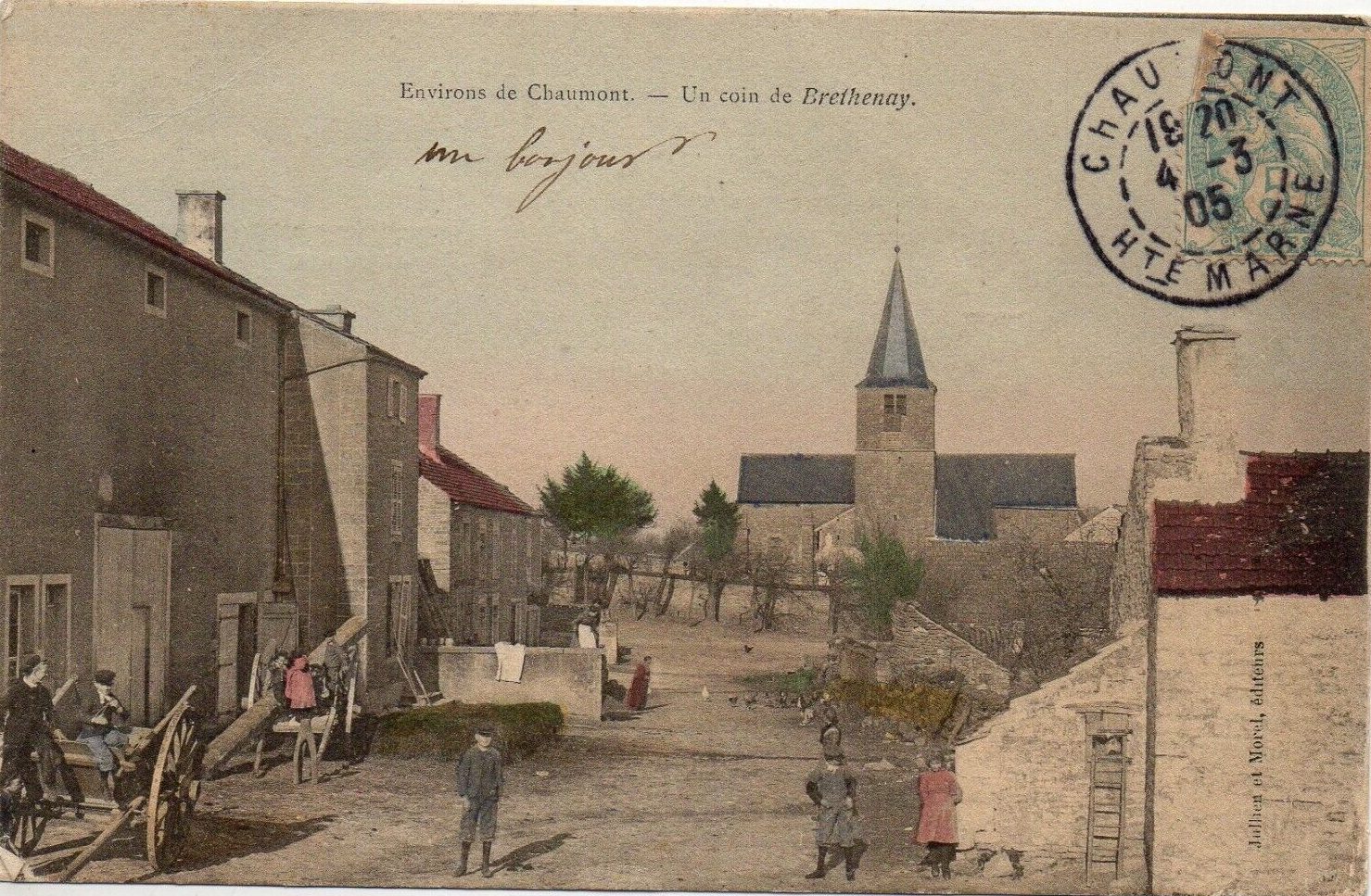
Carte postale du village avec l'église en 1905.
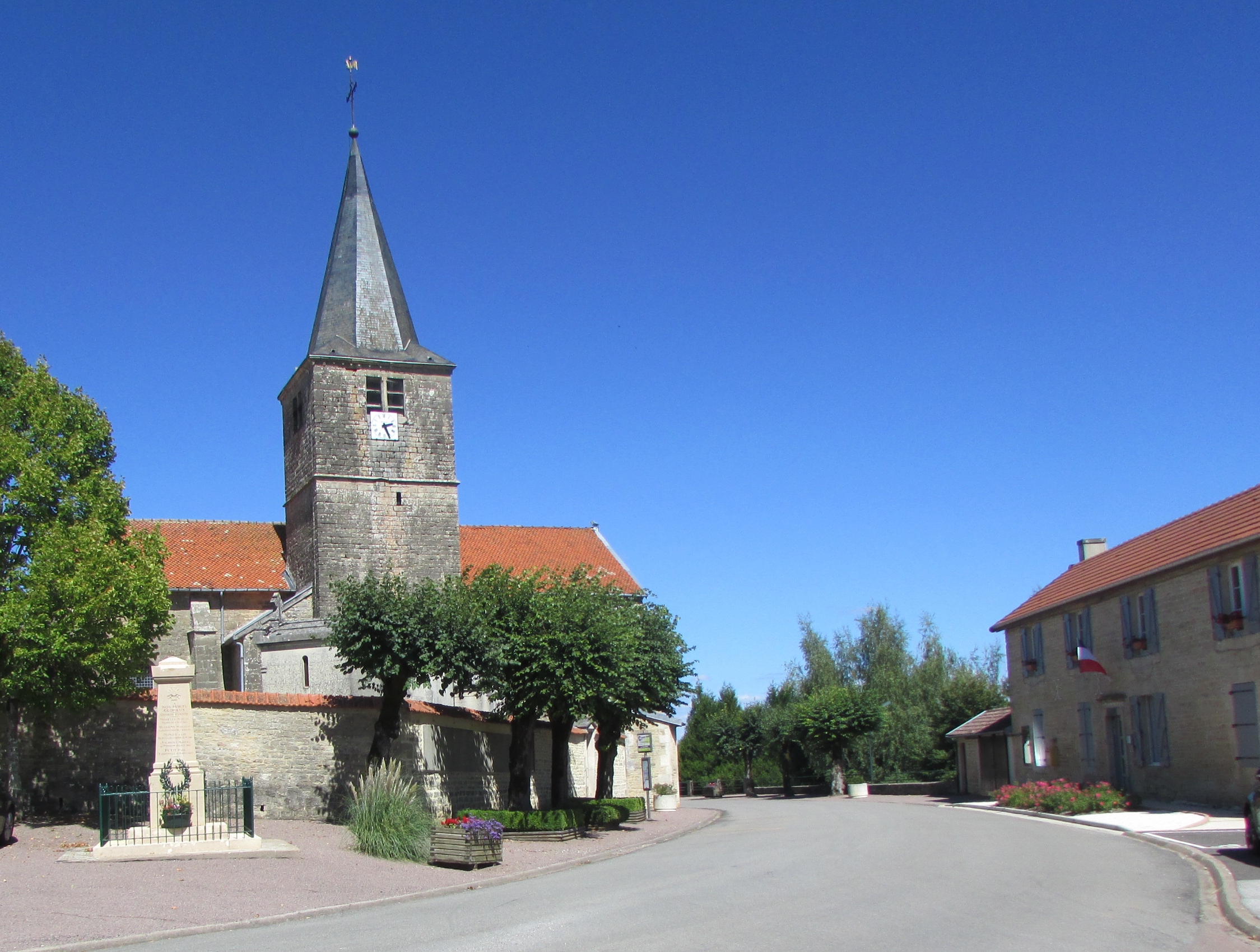
Vue de l'église, du monument aux morts et de la mairie.
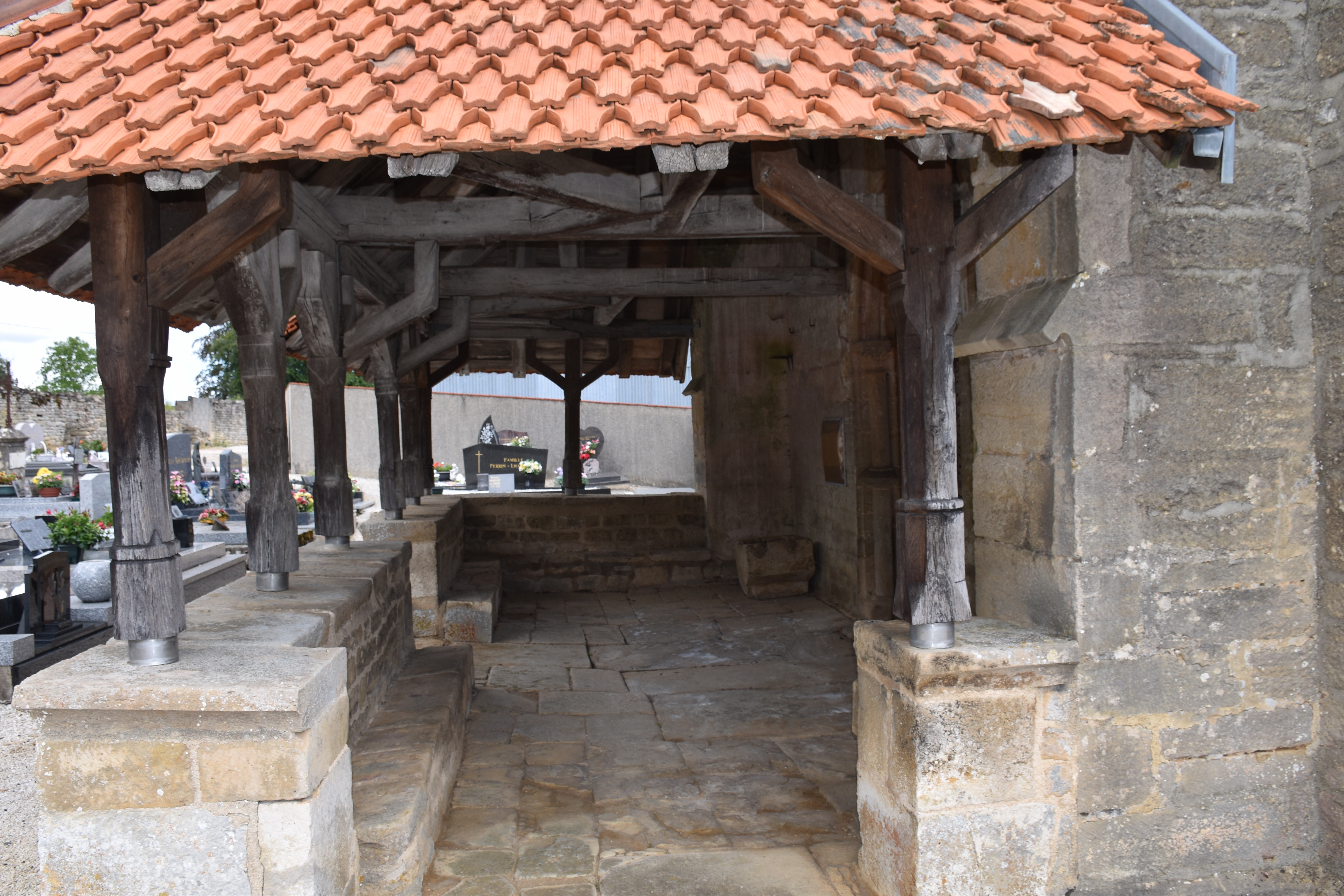
Le porche de l'église.
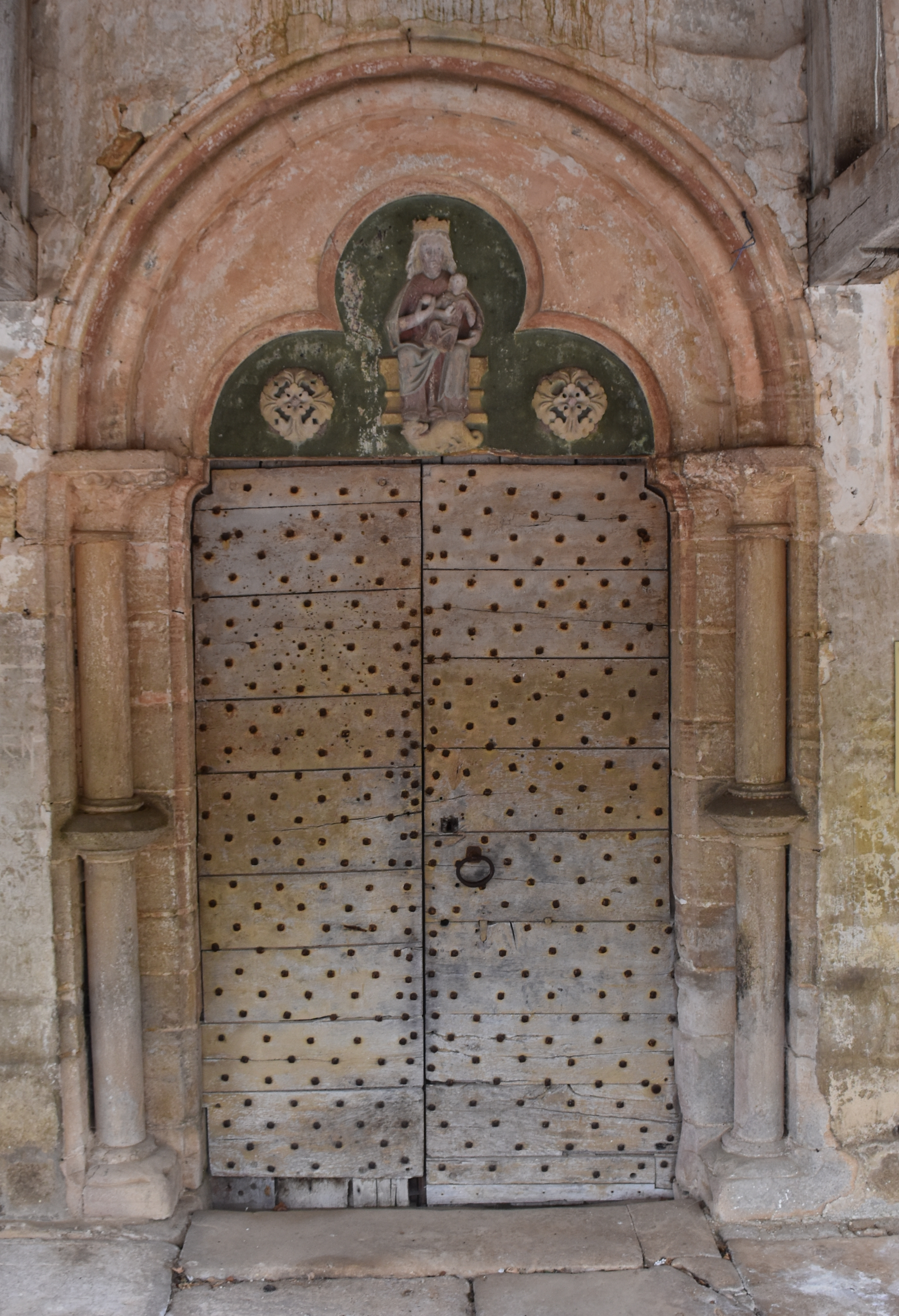
Le porche de l'église.
La charpente du porche.
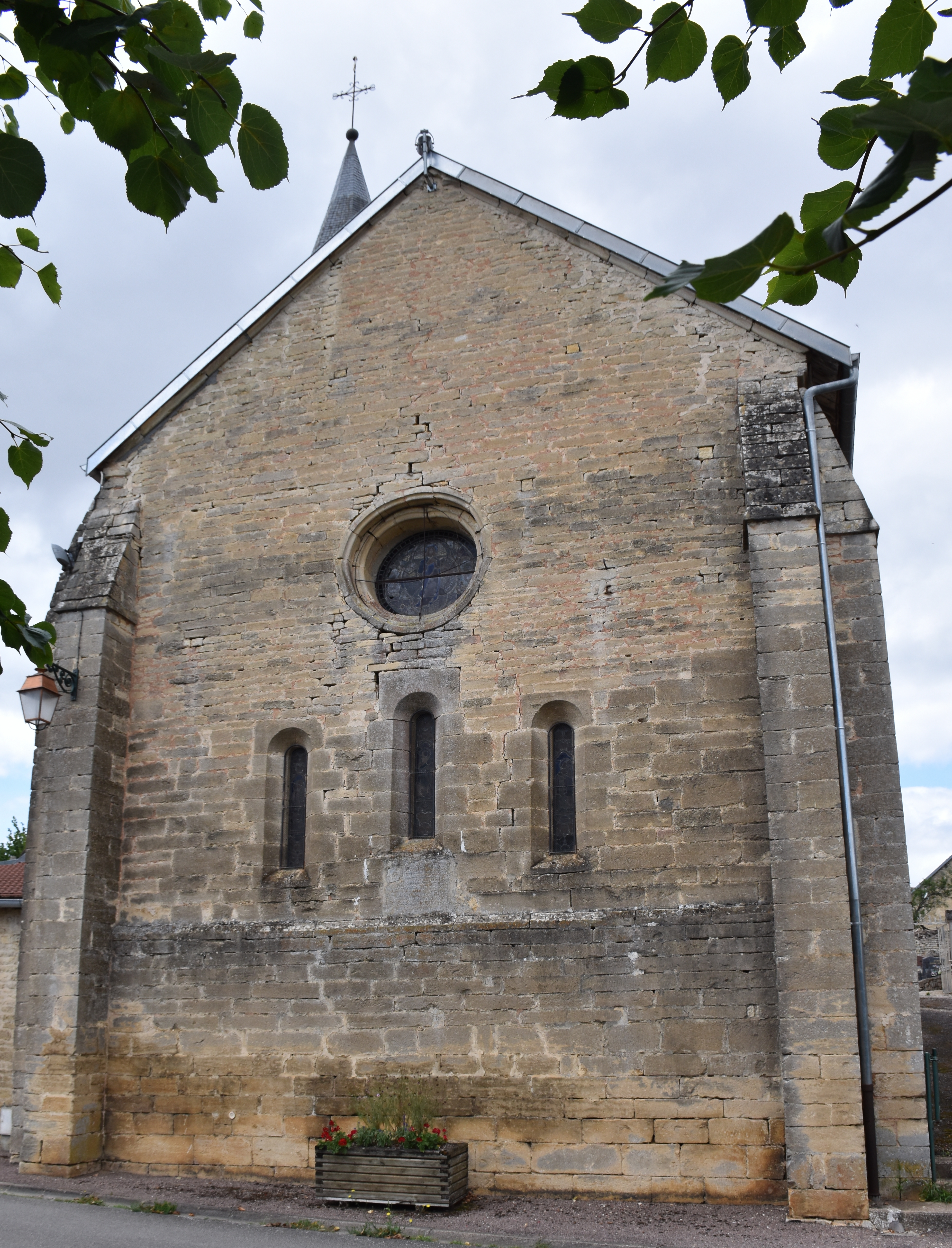
Le chevet plat en bordure de route percé de trois baies étroites et d'un oculus.